# Новомиргородський ґебіт
Новоми́ргородський ґебі́т, окру́га Новоми́ргород (нім. Kreisgebiet Nowo Mirgorod) — адміністративно-територіальна одиниця генеральної округи Миколаїв райхскомісаріату Україна з центром у Новомиргороді. Існувала протягом німецької окупації Української РСР.

## Історія
1 серпня 1941 року німецькі війська окупували Новомиргород і Златопіль. 15 листопада 1941 з Новомиргородського, Хмелівського, Маловисківського, Новоукраїнського та Златопільського районів Кіровоградської області було утворено Новомиргородську округу (ґебі́т). Новомиргородський ґебіт поділявся на п'ять німецьких районів, які збігалися межами з п’ятьма відповідними передвоєнними радянськими районами: район Златопіль (нім. Rayon Slatopol), район Мала Виска (нім. Rayon Mala Wiska), район Новомиргород (нім. Rayon Nowo Mirgorod), район Новоукраїнка (нім. Rayon Nowo Ukrainka) і район Хмельове (нім. Rayon Chmelewoje). 1 січня 1943 частина району Хмельове відійшла до району Новоукраїнка, а 15 квітня 1943 частину району Новомиргород (село Троянове) було передано району Златопіль. Станом на 1 вересня 1943 ґебіт продовжував складатися з п'ятьох вищеназваних районів.
11 березня 1944 року внаслідок Корсунь-Шевченківської наступальної операції адміністративний центр ґебіту захопили радянські війська.